# دونالد جيمس كوان
دونالد جيمس كوان هو سياسي كندي، ولد في 3 يناير 1883، وتوفي في 14 يناير 1964. انتخب عضو مجلس العموم الكندي.